# Psałterz trzebnicki
Psałterz trzebnicki – iluminowany, rękopiśmienny kodeks pochodzący z XIII wieku. Jeden z najcenniejszych zabytków iluminatorstwa śląskiego. Luksusowy modlitewnik przeznaczony dla elit ówczesnego społeczeństwa.
Psałterz ten jest kodeksem pergaminowym zawierającym 158 kart formatu 30,5 na 21,5 cm. Tekst łaciński pisany jest w jednej kolumnie. Psałterz zawiera: kalendarz i oratio pro benediction, psalmy według Wulgaty (karty 9r do 142v), 10 kantyków biblijnych oraz Te Deum i Credo Officium Defunctorum.  
Jego dekorację stanowi grupa 17 całostronicowych miniatur figuralnych w trzech narracyjnych cyklach oraz 10 ozdobnych inicjałów plecionkowych umieszczonych w incipitach psalmów. Całość utrzymana jest w stylu romańskim z widocznymi wpływami szkoły sasko-turyngskiej.
Psałterz powstał najprawdopodobniej około 1240 roku w Lubiążu. Małe rozmiary manuskryptu, brak zapisu nutowego, bogate zdobienia malarskie świadczą, że nie był on przeznaczony do użytku w chórze zakonnym. Był to luksusowy modlitewnik sporządzony na prywatne potrzeby kogoś należącego do elit ówczesnego społeczeństwa. Później jednak był używany podczas modłów nocnych w klasztorze Cysterek w Trzebnicy, co nadało mu nazwę. Po kasacie klasztoru w roku 1810 znalazł się w zbiorach Biblioteki Uniwersyteckiej we Wrocławiu, gdzie jest przechowywany (sygnatura IF 440).